# Koledování

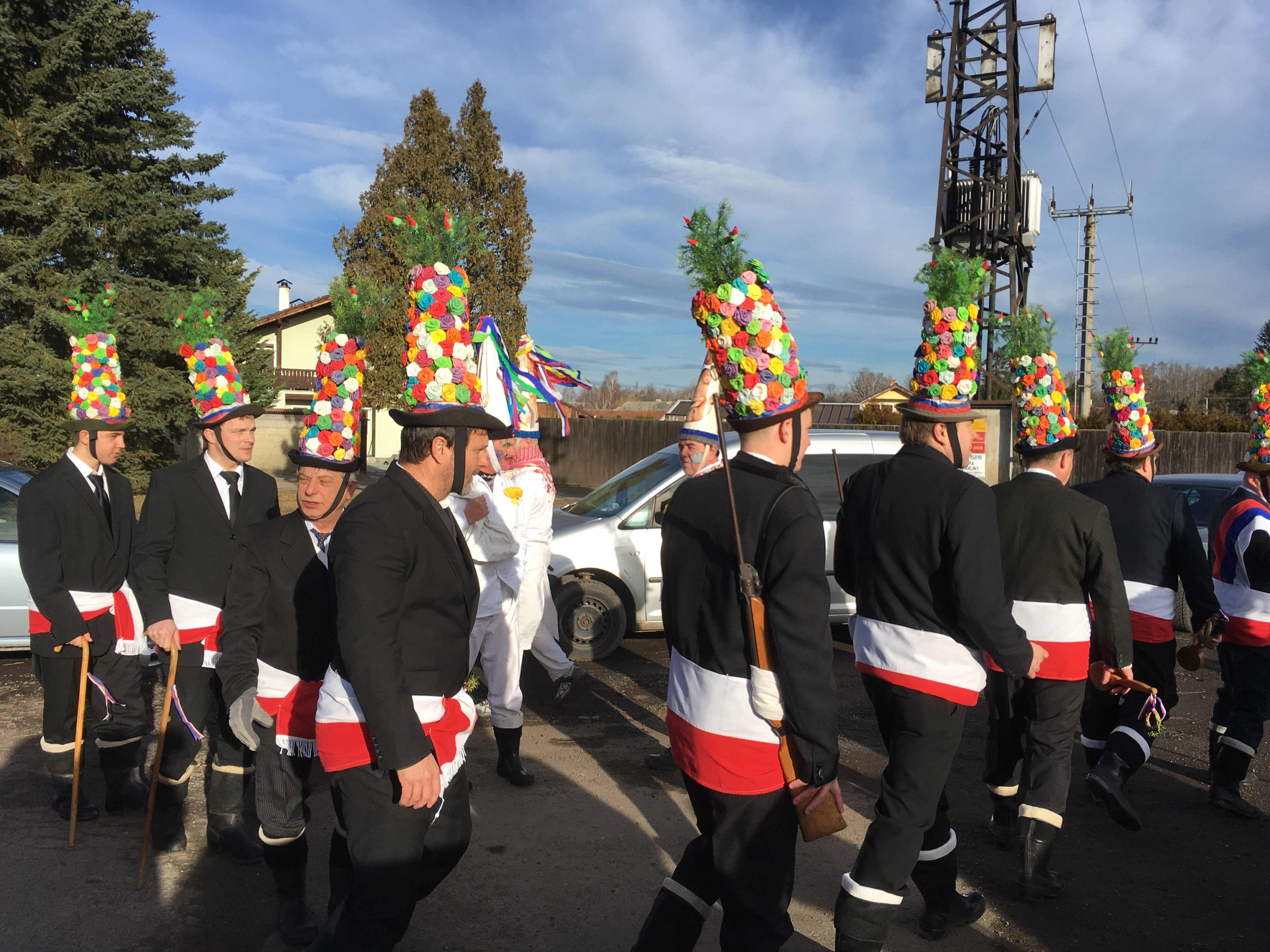
Masopustní koleda na Rejtech u Trhových Svinů

Koledování či koleda je v lidové kultuře obřadní obchůzka spojená s různými zvyky jako je vybírání darů, zpěv nebo věštění. Připadá především na vánoční dvanáctidenní, ale také na masopust a Velikonoce, a jeho kořeny nejspíše souvisí s předkřesťanskými oslavami nového roku. Obsahuje tak prvky které lze spojit s oslavami zimního slunovratu, jako byly římské Saturnálie nebo slovanský Kračun, s oslavami Nového roku jako byly římské lednové kalendy, ale i s jarními svátky spojenými s počátky zemědělských prací. V křesťanské lidové kultuře bylo novoroční koledování nejspíše také rozprostřeno v důsledku proměny obřadního kalendáře do podoby s dvěma významnými svátky, Vánocemi a Velikonocemi, odpovídajícím starým datům nového roku.
Přeneseně se pak slovem koleda označuje jakákoliv vánoční píseň. Pochůzky podobné českému koledování jsou známy i z dalších slovanských zemí, Maďarska, Rumunska nebo Řecka, v anglicky mluvících zemích na Vánoce probíhá takzvaný mummering, zatímco na Halloween trick-or-treating..

## Etymologie
České slovo koleda a jeho slovanské protějšky, například srbochorvatské kòleda nebo ruské коляда́ (koljada), vychází pravděpodobně z latinského calendae „kalendy, první dny v měsíci“. Alternativní výklady ho spojují s latinskými výrazy collecta „almužna, dávka“, colere „uctívat“, písní Collaudemus Christum regem „Chvalme Krista krále“, s výrazem kolednání „klekání“, s kol jeda „kolemjdoucí“, ruským коло́да (koloda) „kláda“ nebo s indickým božstvem jménem Kalanda.

## Česko
V Česku tradičně koledování probíhalo především během vánočního dvanáctidenní, konkrétně na Štědrý večer, svatého Štěpána, Nový rok a Tři krále, ale kromě toho také o Velikonocích či masopustu, na svatého Řehoře (12. března), svatojánská noc (24. června) a svatého Martina (11. listopadu). Obchůzky měly jak magický tak sociální význam, na řehořskou koledu učitelé a žáci získávali peníze na živobytí. Dokud byly takové funkce živé koledovali zpravidla dospělí: pastýři, ponocní, kněží, kostelníci, zvoníci, a podobně; když ale víra v magickou moc koledování zanikla převzala zvyk z velké části mládež. Koledování učitelů bylo také omezeno josefinskými reformami.
V 21. století je koledování omezeno prakticky jen na Vánoce a Velikonoce, ale v minulosti se tento zvyk týkal více svátků. Například na svátek svatého Řehoře 12. března, především ve městech, spadala obřadní obchůzka, která se vyvinula ze středověkých žákovských her, na březen či duben také připadá Smrtná neděle, při které byla prováděna po vynášení Smrti také obchůzka s lítem. Velikonoční koledování, zvané také pomlázka, spadá především na Velikonoční pondělí a zahrnuje obchůzku chlapců po domech spojenou s šleháním dívek pomlázkami, za kterou dostávají od obyvatel navštívených obydlí dary, též zvané pomlázka, tvořené především kraslicemi ale i vejci nezdobenými. S pomlázkou jsou spojeny i různé veršovaná přání a polévání vodou či voňavkou.
Po Velikonocích koledování utichalo až do Vánoc, kdy byl koledováním typický především svátek svatého Štěpána. Ve středních Čechách a na Českomoravské vrchovině se koledovalo také na Nový rok a to s ozdobeným trnkovým prutem. Ještě v 21. století je pak živá tříkrálová obchůzka 6. ledna.
Kromě koledování jsou v české lidové kultuře i další obřadní pochůzky podobného rázu, které ale nejsou označovány jako koledování: mikulášská pochůzka nebo průvody lucek, barborek a percht.

## Anglicky mluvící země
V anglickém prostředí odpovídá českému koledování vánoční tradice označovaná jako mumming, která pronikla i do Spojených států a Kanady. V rámci tohoto zvyku jeden či více maskovaných účastníků v přátelské až bouřlivé atmosféře vstupují do domácností, zpívají a tančí. V pozdním středověku a renesanci v domech často probíhala hra v kostky, současná podoba v kanadském Newfoundlandu zase zahrnuje hádání identity maskovaných koledníků. Podle středověkého zvyku mummeři mlčeli, na Newfoundlandu při mluvení vdechují namísto vydechování, jiné zprávy hovoří o hučení či broukání, anglicky murmuring, obecně tedy odmítají mluvit „normálně“. Účastníci někdy tvoří průvod a navštíveným domácnostem přejí štěstí, přičemž na oplátku dostávají dary, což může přecházet až v žebrání.

## Balkán a východní Evropa
Kolední zvyky v balkánských zemích, Rumunsku, Maďarsku a na Ukrajině jsou si vzájemně podobné, ač označení koledníků se liší: příkladem jsou výrazy ceata (Karpaty), eskari (bulharští Makedonci), surovaskari (východní Bulharsko), koledari (Srbsko a západní Bulharsko), regős (Maďarsko) nebo koljadnyky (Ukrajina). Koledování probíhá na přelomu starého a nového roku a věnují se mu tradičně mladí muži, kteří se maskují a zpívají písně. Během svých obchůzek přejí bohatství a v domácnostech, kde toho roku někdo zemřel, zpívají smuteční písně, za odměnu dostávají jídlo, někdy i peníze. Balkánské a východoevropské koledování se kromě přelomu roku odehrává také na jaře. Příkladem jsou takzvaní calusari tak sice mezi makedonskými Rumuny koledují mezi 1. lednem a Třemi králi, ale v samotném Rumunsku se mu věnují na rusalie, tedy na letnice. V Řecku koledníci splývali se zlovolnými podsvětními bytostmi zvanými kallikantzaroi.